# Gunnar Johansson (labdarúgó)
Gunnar Johansson (Hjärtum, 1924. február 29. – Aix-en-Provence, 2003. február 14.) svéd válogatott labdarúgó, edző.